# René Sanson
Pour les articles homonymes, voir Sanson.
René Sanson, né le 2 janvier 1910 à Paris 8e de parents néerlandais ayant adopté la nationalité française, et mort le 30 septembre 2004 à Paris 16e, est un avocat, docteur en droit, et homme politique français.

## Biographie

### Seconde Guerre mondiale et Résistance
Il fait partie du groupe dit des Avocats, initié par le jeune avocat et militant socialiste André Weil-Curiel. Il est recruté alors qu'il se trouvait à Vichy fin 1940. Il fait preuve de courage en retournant à Paris détruire quelques archives compromettantes, contre l'avis de son ami l'avocat Marcel Héraud qui jugeait le voyage trop dangereux pour un juif.
Dès 1940, il organise une filière d'évasion vers Londres par l'Algérie. Résistant de la première heure avec Colette Lucas, qu'il épousera une fois la guerre terminée, dans le Groupe du musée de l'Homme, il est nommé secrétaire général au Travail dans le Gouvernement provisoire de la République française, brièvement, du 26 août au 10 septembre 1944.
Il profite de la Libération pour soutenir enfin sa thèse de doctorat en novembre 1944 et devient docteur en droit. Fortement inspirée par son expérience dans la Résistance, la thèse s'intitule : La rébellion et la résistance aux actes illégaux de l'autorité en fonction du principe de légalité.
En 1945, il participe à la Conférence de San Francisco, qui achève les travaux préparatoires à la constitution de l'Organisation des Nations unies (ONU) et se termine par la signature de la Charte des Nations unies.

### Carrière politique
Il est député UNR de Paris de 1958 à 1967 dans le 13e arrondissement, et rapporteur général du budget de l'Assemblée nationale.
Il est président, de 1945 à 1999, de l'Association des Résistants de 1940.
En mars 1970, il est commissaire général de la délégation française à l'Exposition universelle d'Osaka, au Japon.

## Vie privée
Il est le père de Véronique Sanson et le grand-père de Christopher Stills, tous deux auteurs-compositeurs-interprètes, ainsi que de Violaine Sanson-Tricard, qui a dirigé de nombreuses agences de publicité. Son épouse Colette est décédée en 2006.

## Décorations
- Grand-croix de l'ordre national du Mérite (1997)[4]